# Parancistrocerus assamensis
Parancistrocerus assamensis är en stekelart som först beskrevs av Meade-waldo 1910.  Parancistrocerus assamensis ingår i släktet Parancistrocerus och familjen Eumenidae. Inga underarter finns listade i Catalogue of Life.